# Grabovac (samhälle)
Grabovac är ett samhälle i Bosnien och Hercegovina.   Det ligger i entiteten Republika Srpska, i den centrala delen av landet, 130 km nordväst om huvudstaden Sarajevo. Grabovac ligger 251 meter över havet och antalet invånare är 596.
Terrängen runt Grabovac är huvudsakligen kuperad, men österut är den platt.Runt Grabovac är det ganska tätbefolkat, med 67 invånare per kvadratkilometer.. Närmaste större samhälle är Banja Luka, 14,7 km väster om Grabovac. 
Omgivningarna runt Grabovac är en mosaik av jordbruksmark och naturlig växtlighet.